# Helen Kelesi
Helen Kelesi (Victoria, 1969. november 15. –) kanadai teniszezőnő. 1985-ben kezdte profi pályafutását,  karrierje során két egyéni és két páros WTA-tornát nyert meg.

## Év végi világranglista-helyezései
| Év       | 1987 | 1988 | 1989 | 1990 | 1991 | 1992 | 1993 | 1994 | 1997 |
| Helyezés | 33.  | 19.  | 13.  | 25.  | 29.  | 129. | 49.  | 124. | 763. |